# Nazım Ekren
Nazım Ekren né le 4 décembre 1956 à Istanbul, est un universitaire et homme politique turc.
Diplômé de l'Académie des sciences économiques et commerciales de Bursa. Il fait son doctorat à l'Université Uludağ. Il travaille dans l'Université de Marmara et devient directeur de l'institut de banque et de l'assurance de cette université, directeur général de VakıfBank en 1997. Membre fondateur du Parti de la justice et du développement (AKP), député d'Istanbul (2002-2011), vice-président de AKP chargé des affaires économiques (2002-2007), vice-premier ministre et ministre d'État chargé des affaires économiques (2007-2009). Recteur de l'Université de commerce d'Istanbul (2011-2019). 